# KE・AH‐詩篇69‐
『ΚΕΦΑΛΗΞΘ‐詩篇69‐』 (Psalm 69: The Way to Succeed and the Way to Suck Eggs)は、ミニストリーが1992年7月に発表した5作目のアルバムである。
サイアー・レコードからリリースされた。

## 解説
一般的にミニストリーの代表作とされている。『ザ・ランド・オブ・レイプ・アンド・ハニー』以降、ヘヴィメタルに接近してきた集大成とも呼べる作品で、アップテンポなスラッシュメタル風の曲が増えた。
「ジーザス・ビルト・マイ・ホットロッド」にはゲスト・ボーカルとしてバットホール・サーファーズのボーカリストであるギビー・ハインズが参加している。
「N.W.O.」、「ジャスト・ワン・フィックス」、「ジーザス・ビルト・マイ・ホットロッド」がシングルカットされた。

## 収録曲
1. N.W.O. - "N.W.O." - 5:31
2. ジャスト・ワン・フィックス - "Just One Fix" - 5:11
3. T.V.II - "TV II" - 3:04
4. ヒーロー - "Hero" - 4:13
5. ジーザス・ビルト・マイ・ホットロッド - "Jesus Built My Hotrod" - 4:51
6. スケアクロウ - "Scarecrow" - 8:21
7. 詩篇69 - "Psalm 69" - 5:29
8. 消耗 - "Corrosion" - 4:56
9. グレース - "Grace" - 3:05

## 参加ミュージシャン
- アル・ジュールゲンセン (Alain David Jourgensen) – ボーカル、ギター、キーボード、プロダクション
- ポール・バーカー (Paul Barker) – ベースギター、プログラミング、ボーカル、プロダクション
- ウィリアム・リーフリン (William Rieflin) – ドラム
- マイク・スカシア (Mike Scaccia) – ギター
- ギビー・ハインズ (Gibby Haynes) – ボーカル (#5)
- Michael Balch – キーボード、プログラミング
- Howie Beno – プログラミング
- Louis Svitek – ギター
- Jeff "Critter" Newell –エンジニアリング
- Paul Manno – エンジニアリング